# روار ستراند
روار ستراند (بالنرويجية البوكمول: Roar Strand)‏ (مواليد 2 فبراير 1970) هو لاعب كرة قدم. يلعب مع منتخب النرويج لكرة القدم. سبق له أن لعب في كأس العالم لكرة القدم مع منتخب بلاده.

## روابط خارجية
- روار ستراند على موقع IMDb (الإنجليزية)

- روار ستراند على موقع الاتحاد الدولي (مؤرشف)  (الإنجليزية)
- روار ستراند على موقع اتحاد النرويج (النرويجية)
- روار ستراند على موقع قاعدة بيانات كرة القدم.إي يو (الإنجليزية)
- روار ستراند على موقع بيانات كرة القدم. دي إي (الألمانية)
- روار ستراند على موقع ناشيونال فوتبول تيمز (الإنجليزية)
- روار ستراند على موقع عالم كرة القدم.نت (الإنجليزية)